# Tomias
Tomias is een geslacht van rechtvleugeligen uit de familie sabelsprinkhanen (Tettigoniidae). De wetenschappelijke naam van dit geslacht is voor het eerst geldig gepubliceerd in 1890 door Karsch.

## Soorten
Het geslacht Tomias omvat de volgende soorten:
- Tomias arescus Karsch, 1896
- Tomias gerriesmithae Naskrecki, 2008
- Tomias hadrus Karsch, 1896
- Tomias stenopterus Karsch, 1891